# Герб Баштанки
Герб Башта́нки — офіційний символ міста Баштанки, Баштанського району, Миколаївської області, затверджений у 2003 році сесією міської ради.
Автор герба — районний архітектор Кокітко Євген Володимирович (1973 р.н.).

## Опис герба
Герб Баштанки являє собою геральдичний щит французької форми (чотирикутний). У нижній частині герба, на стрічці червоного кольору вказаний рік заснування Баштанки — 1806. Впоперек герб розділений на два поля: внизу — жовте, зверху — блакитне. Внизу, на жовтому полі, зображена шестерня та колос. Зліва, на всій довжині герба, зображена гвинтівка, справа — козацький бунчук, що символізують козацьке та революційне минуле Баштанщини. Посередині герба на блакитному фоні зображено скіфський курган. У верхній частині герба — напис «Баштанка».